# Benedek erdélyi püspök
Benedek (latinul Benedictus, †1319) erdélyi püspök 1309-től haláláig. 

## Élete

### Megválasztása
Monoszló Péter püspök 1307-es halálát követően Kán László erdélyi vajda elfoglalta a püspöki birtokokat és a gyulafehérvári palotát, ezt követően pedig saját fiát (nem tudjuk hogy fiai közül pontosan melyiket) akarta a székeskáptalannal megválasztatni püspöknek. A káptalan ezért nem a székesegyházban ült össze, hanem az egyik gyulafehérvári kolostorban, ám a vajda ott is rájuk tört, több kanonokot bebörtönzött és csak úgy bocsátotta őket szabadon, hogy az 1308 január 7-ére kijelölt következő gyűlésen a fiára szavaznak. A gyűlésen ott volt Kán László is, aki nem szavaztatta meg a jelenlevőket, csak felolvasta a megválasztási oklevelet és lepecsételtette a káptalan tagjaival. A kánonjogot felrúgó eljárás miatt csak 1308 decemberében sikerült Párizsi Péter mesternek panaszt tennie Gentile pápai legátus budai udvaránál. Időközben a vajda is rájött, hogy nem remélheti a fia megválasztásának pápai megerősítését, így 1309 júliusában engedélyezte újabb püspökválasztó gyűlés megtartását. Azonban a püspöki birtokokat és várakat csak akkor volt hajlandó visszaadni, ha a saját két jelöltje, az ágostonrendi Péter vagy a domonkosrendi Benedek szerzetesek közül kerül ki az új főpap. Így július 24-én a káptalan Benedeket (a tisztség történelmében az első szerzetest) választotta Erdély püspöki székébe.         

### Tevékenysége

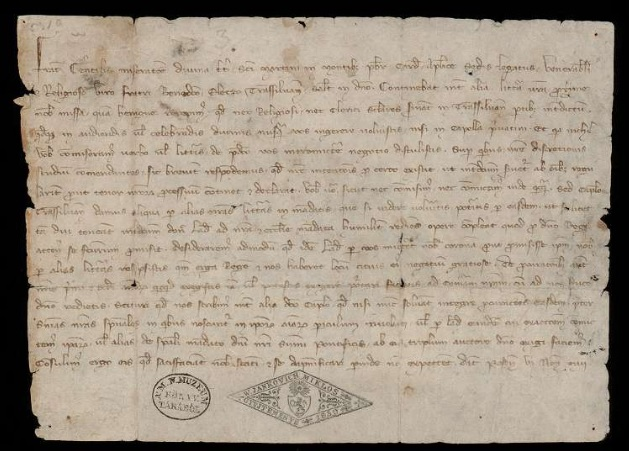
Gentile bíboros Benedek püspöknek írt 1310-es levele, az első ismert papírra írt oklevél Magyarországon

Benedek származása, születésének helye és ideje egyaránt ismeretlen. A gyulafehérvári kolostor perjeleként ismerte meg Kán Lászlót és Péter püspököt; utóbbinak barátja és tanácsadója volt. Ezt követően a buda-szigeti kolostor vezetésével bízták meg. Megválasztását követően Pál fráter, a domonkosok magyarországi tartományfőnöke engedélyezte hogy a püspöki tisztséget betölthesse. Szentszéki megerősítése azonban késett, mert a pápa kifogásolta hogy csak másfél évvel Monoszló Péter halála után választották meg (három hónap után a káptalan elveszti választójogát és a pápa nevezi ki az utódot), valamint hogy Erdély ekkor kiközösítés alatt állt, mert állítólag nem fizették meg a pápai követség fenntartási hozzájárulását, a procuratiót. Hiába magyarázták a késedelmet a vajda zsarnoki követeléseivel és mutatták be az adó befizetését igazoló iratot, Benedek megerősítésére csak 1310 júliusában került sor, mert Gentile bíboros azt is felhasználta alkudozásaiban, amikor Kán Lászlótól vissza akarta szerezni a Szent koronát (a vajda 1307-ban vette el a koronázási jelvényeket Bajor Ottótól). A tárgyalásokban Benedek is közvetített (első útja során Kőszegi Henrik bán le is fogatta néhány napra) és kudarca után a bíboros egyházi átok alá vette Kán Lászlót. Benedek második útja már sikerrel járt, július 1-én a korona Gentiléhez került (lehetséges hogy Benedek vitte el neki), másnap pedig az erdélyi püspök megkapta megválasztásának szentszéki megerősítését. Augusztus 27-én részt vett Károly Róbert székesfehérvári koronázásán. 
1313 jelentős részét a királyi udvarban és Felső-Magyarországon töltötte és személyesen előadott kérésére Károly Róbert megerősítette az egyházmegye Kolozsvárra való birtokjogát, amelyet még IV. László adományozott neki 1275-ben. 1315-ben Dés fia Miklós ispán a káptalannak adományozta küküllőmenti és buni birtokait. Ugyanebben az évben Kökényes-Radnót nembeli Radnót ispán a káptalanra hagyta nyulasi, komlódi és aknai földjeit. Szintén ebben az évben Benedek részt vett a temesvári püspöki gyűlésen. 1316-ban XXII. János pápa elrendelte, hogy a megüresedett egyházi tisztségek jövedelmeinek felét a Szentszéknek kell befizetni; ennek alapján Erdély 645 aranyforintot adott át az egyházfőnek. 1318-ban a talmácsi Konrád fia Miklós és az alcinai István ispánoktól sikerült visszaszereznie a korábban elbitorolt Szászzalatnát; ebben az évben részt vett a rákosi országgyűlésen és a kalocsai nemzeti zsinaton, ahol a püspökök ígéretet tettek hogy segítik egymást az elbirtokolt egyházi javak visszaszerzésében. 
Benedekről az utolsó híradás 1319. szeptember 15-éről származik. Ezt követően hamarosan meghalt, mert 1320 elején már Szécsi Andrást választották meg a helyére.          